# Wim Euverman
Wim Euverman (Hengelo, 23 augustus 1963) is een Nederlands illustrator.

## Biografie

### Jeugd en opleiding
Euverman werd geboren in Hengelo en groeide op in een arbeidsgezin van 3 kinderen. Het gezin was al op jonge leeftijd bezig met tekenen en schilderen. Na zijn lagere school ging hij naar de Windesheim Academie in Zwolle. Hij volde hier een opleiding voor teken- en handvaardigheid leraar.

### Loopbaan
Euverman maakte na zijn opleiding freelance opdrachten voor verschillende uitgeverijen op het gebied van educatie. In 1993 debuteerde hij zijn eerste kinderboek Onzichtbare netten. In  1997 zijn er bij een kinderboekenbeurs in Bologna drie grote tekeningen van Wim tentoongesteld en maakte hij een tekening van T. rex voor Naturalis. Euverman is naast zijn werk als illustrator ook tekenleraar aan het Grafisch Lyceum Utrecht.

## Werken
- (1993) Onzichtbare netten
- (1994) Een valkuil voor de wolf
- (1994) De dood van een olifant
- (1996) De ogen van Rosa
- (1996) Met het vliegtuig
- (1996) Gravers
- (1998) Een pony als geheim
- (1999) De jongen op het balkon
- (2001) Een nacht op het eiland
- (2001) Het eerste boek over auto´s en vrachtwagens
- (2003) De reis om de wereld in 80 dagen
- (2003) Costa Rica
- (2004) Verboden vriendschap
- (2006) De vuurdraken
- (2006) Het verraad van Holland
- (2007) Vlinders droom
- (2007) De erfenisjagers
- (2008) De Vrienden van het Vrĳe Woud
- (2008) De vlucht van de jonge havik
- (2008) De koningskronieken
- (2009) De honden van graaf Floris
- (2010) Een moeilijke missie
- (2011) Het complot
- (2015) Het geheim van de tempelier